# Pawliki
Pawliki (deutsch Pawlicken, 1938 bis 1945 Palicken) ist ein kleiner Ort in der polnischen Woiwodschaft Ermland-Masuren und gehört zur Gmina Nidzica (Stadt- und Landgemeinde Neidenburg) im Powiat Nidzicki (Kreis Neidenburg).

## Geographische Lage
Pawliki liegt im Südwesten der Woiwodschaft Ermland-Masuren, sieben Kilometer südlich der Kreisstadt Nidzica (deutsch Neidenburg).

## Geschichte
Bereits vor 1498 wurde das damals Paulicky, nach 1579 Pawliken und nach 1871 Pawlicken genannte kleine Dorf gegründet. Es bestand aus ein paar mittleren Höfen. Zwischen 1874 und 1945 gehörte das Dorf zum Amtsbezirk Kandien (polnisch Kanigowo) im ostpreußischen Kreis Neidenburg. Im Jahre 1910 belief sich die Zahl der Einwohner auf 46, im Jahre 1933 auf 76.
Aus politisch-ideologischen Gründen der Abwehr fremdländisch klingender Ortsnamen wurde Pawlicken am 3. Juni – amtlich bestätigt am 16. Juli – 1938 in „Palicken“ umbenannt. 1939 betrug die Einwohnerzahl 53.
Palicken wurde mit dem gesamten südlichen Ostpreußen 1945 in Kriegsfolge an Polen überstellt. Das Dorf erhielt die polnische Namensform „Pawliki“ und ist heute eine Ortschaft im Verbund der Gmina Nidzica (Stadt- und Landgemeinde Neidenburg) im Powiat Nidzicki (Kreis Neidenburg), bis 1998 der Woiwodschaft Olsztyn, seither der Woiwodschaft Ermland-Masuren zugehörig. Im Jahre 2011 belief sich die Einwohnerzahl Pawlikis auf 37.

## Kirche
Bis 1945 war Pawlicken resp. Palicken in die evangelische Kirche Kandien in der Kirchenprovinz Ostpreußen der Kirche der Altpreußischen Union, außerdem in die römisch-katholische Pfarrkirche Neidenburg im damaligen Bistum Ermland eingegliedert. Heute gehört Pawliki katholischerseits zur Kreuzerhöhungskirche Kanigowo im jetzigen Erzbistum Ermland, evangelischerseits zur Heilig-Kreuz-Kirche Nidzica in der Diözese Masuren der Evangelisch-Augsburgischen Kirche in Polen.

## Verkehr
Pawliki liegt an einer Nebenstraße, die von Kanigowo (Kandien) über Ważyny (Wasienen) nach Zalesie (Salleschen) in der Gmina Kozłowo führt. Auch von Kamionka (Kamiontken, 1931 bis 1945 Steinau) besteht eine Straßenverbindung nach Pawliki. Ein Bahnanschluss existiert nicht.
Pawliki ist Namensgeber eines Rastplatzes (Kategorie 1) auf beiden Seiten der Schnellstraße 7 zwischen Nidzica (Neidenburg) und Mława (Mielau).